# 岩澤宏樹
岩澤 宏樹（いわさわ ひろき、1980年1月17日 - ）は、日本の映像作家、映画監督。北海道室蘭市出身。

## 略歴
北海道教育大学美術科を卒業後、2005年に開催されたCINE VIS CINEMA コダック50FT.フィルムコンテストにて出展した「夏向き」が入賞。その後、2007年に開催された第29回東京ビデオフェスティバルに出展した「鯨がきっと微笑むように」で優秀賞を受賞した。フリーで作品の制作に携わる傍らに後述のブロードウェイが販売する「ほんとにあった! 呪いのビデオシリーズ」にて児玉和土監督の演出補として同シリーズに従事する。
ほんとにあった! 呪いのビデオシリーズにて、岩澤の誠実ながらも人間味のある独特で味のあるキャラクターが好評となり、同シリーズの演出補において屈指の人気を誇った。その結果、2008年8月12日放送の日本テレビ「99プラス」において怪奇現象特番の解説者として出演するなど、演出補が人気を博した結果テレビ出演を果たすという特筆される経歴を持った。又、同シリーズを34巻で去ったが36巻に「元演出補」としてゲスト出演。42巻より同シリーズの実質上の監督である構成・演出として復帰するという異例の待遇がなされた。
2009年「THE 心霊写真」シリーズ「幽」「怪」「呪」にて構成・演出を務め、2010年よりアットエンターテイメントより発売された「封印映像」シリーズ2巻まで児玉和土監督の下で編集を務めた。2013年に発売された、ほんとにあった! 呪いのビデオ55巻まで構成・演出を担当したのち、2014年から自身が監督を務める心霊ドキュメンタリー作品「心霊玉手匣」シリーズを開始した。
2023年にはエンタメ～テレのオリジナルドラマとして制作された『心霊グラインドハウス ～ねむりめ～』を監督。2023冬には続編の放送も予定されている。

## 出演
- ほんとにあった! 呪いのビデオ23-34, 36, 42-55（2007年 - 2009年、2010年、2011年 - 2013年）
- 99プラス（2008年 日本テレビ）- 心霊解説者
- 封印映像2 - 呪殺の記録（2010年）
- 心霊玉手匣 其の四（2015年）
- 残穢【ざんえ】-住んではいけない部屋-予告（2016年）予告編（中村義洋監督ナレーションver）
- 心霊マスターテープ（2020年）
- 心霊マスターテープ2 〜念写〜（2020年）
- 心霊マスターテープ -EYE-（2022年）
- 心霊グラインドハウス ～ねむりめ～（2023年）
- 心霊グラインドハウス ～ねむりめ～ 番外編（2023年）

## 監督

### オリジナルビデオ
- THE 心霊写真「幽」（2009年）
- THE 心霊写真「怪」（2009年）
- THE 心霊写真「呪」（2009年）
- THE 心霊写真「予言」（2009年）
- THE 心霊写真「絶叫」（2009年）
- THE 心霊写真「封印」（2009年）
- ほんとにあった! 呪いのビデオ42巻 - 55巻 （2011年 - 2013年）
- 呪いのサイト2（2011年）
- 心霊玉手匣（2014年）
- 心霊玉手匣 其の二（2014年）
- パラノイアック（2015年）
- 心霊玉手匣 其の三（2015年）
- 心霊玉手匣 其の四（2015年）
- 心霊玉手匣 constellation（2017年）

### 映画
- 鬼談百景「どこの子」、「空きチャンネル」（2016年）オムニバス

### テレビドラマ
- 心霊グラインドハウス ～ねむりめ～（2023年）- エンタメ～テレ[7]
- 心霊グラインドハウス ～ねむりめ～ 番外編（2023年）- エンタメ～テレ[8]

## 助監督・編集など
- 窓辺のほんきーとんく（2008年）
- 口裂け女0ビギニング（2008年）
- 封印映像 - 呪われた森（2010年）
- 封印映像2 - 呪殺の記録（2010年）
- 呪いの事件簿（2012年）編集

## 制作
- リアル隠れんぼ（2009年）